# أشبال الشبيبة (مجلة)
مجلة أشبال الشبيبة هي مجلة أسبوعية تصدر كملحق لجريدة الشبيبة العمانية، تصدر عن دار مسقط للطباعة والنشر، مدير التحرير مصطفى اللواني، توجه إلى الأطفال من سن السابعة حتى سن السابعة عشر،
تعتمد المجلة على القصص والمعلومات والتسالي. تعتمد المجلة على التسالي التقليدية مثل الألوان والمتاهات والاختلافات وتضم عادة 6 صفحات للتسالي وهناك مسابقة مدفوعة الهدايا أسبوعية وفي المسابقة إشارة إلى أنه «من يريد الاشتراك فلا بد ألا يتجاوز عمره الرابعة عشر ولا يقل عن 4 سنوات، وأن يكون التلوين على أصل الصورة لا على نسخة مصورة منها، وعلى الفائز أن يحضر صورة من شهادة ميلاده إلى مقر الجريدة لاستلام جائزته» مما يعكس العمر الذي توجه إليه المجلو. من الملاحظ أن رسوم ومواد المجلة عربية، يرسمها ويكتبها قنانون وأدباء من داخل عمان، وهو توزع خارج السلطنة مع الجريدة، تعتمد المجلة في بعض الأحيان على الإعلانات وعلى الغلاف عادة هناك إشارات مختصرة إلى قصة في العدد، وشعار المجلة على أنها فنية ثقافية، وهو أيضاً شعار الجريدة.

## الأبواب
- أدعية مأثورة
- بأقلام أصدقاء أسامة
- دائرة المعارف
- هواة التعارف
- ألعاب وتسالي